# Волфганг II фон Еверщайн-Масов
Волфганг II фон Еверщайн–Масов (на немски: Wolfgang II. von Everstein–Massow; * 1528; † 15 март 1592, Щетин) е граф на Еверщайн в Масов (днес Машево в Западнопоморско войводство).

## Произход
Той е вторият син на граф Георг фон Еверщайн-Наугард-Масов (1481 – 1553) и съпругата му Валпурга Шлик цу Басано-Вайскирхен († 1575), дъщеря на граф Каспар III Шлик фон Басано-Вайскирхен († 1549) и Елизабет фон Вартенберг († 1572). Внук е на граф Лудвиг II фон Еверщайн-Кинденбург-Плате († 1502) и Валбург фон Хонщайн-Фирраден. Брат е на граф Лудвиг III фон Еверщайн-Наугард (1527 – 1590) и граф Стефан Хайнрих фон Еверщайн-Кваркенбург (1533 – 1613).

## Фамилия
Волфганг II фон Еверщайн–Масов се жени на 8 април 1576 г. за Анна фон Липе (* 1551; † май 1614), дъщеря на граф Бернхард VIII фон Липе (1527 – 1563) и Катарина фон Валдек († 1583), дъщеря на граф Филип III фон Валдек–Айзенберг (1485 – 1539) и Анна фон Клеве (1495 – 1567). Те имат пет дъщери:
- Анна фон Еверщайн–Масов (* 1578), омъжена 1627 г. за Георг Шенк фон Ландсберг, господар на Лойтен, съдия в Долна Легница (* 11 март 1580; † 5 май или 5 ноември 1632)
- Катарина фон Еверщайн–Масов (* 26 юли 1579; † 26 септември 1617, Лихтенщайн), омъжена на 7 май 1598 г. за Файт III фон Шьонбург-Лихтенщайн (* 15 юни 1563; † 29 май 1622)
- Агнес фон Еверщайн–Масов (1584 – 1626), омъжена ок. 1610 г. за граф Фридрих Кристоф фон Мансфелд (* 4 февруари 1564; † 5 април 1631)
- Магдалена фон Еверщайн–Масов (1588 – 1663), омъжена сл. 25 април 1613 г. за фрайхер Ернст Лудвиг I фон Путбус (1580 – 1615)
- Валпурга фон Еверщайн–Масов († 18 януари 1645, Валденбург), омъжена на 14 ноември 1622 г. за фрайхер Хуго III фон Шьонбург-Валденбург (* 29 януари 1581; † 19 декември 1644)